# Пак Лі Соп
Пак Лі Соп (кор. 박리섭 народився 6 січня 1944; КНДР) — колишній північнокорейський футболіст, захисник клубу «Амроккан» та національної збірної Корейської Народно-Демократичної Республіки. У складі збірної зіграв у матчах кваліфікації до чемпіонату світу 1966 проти збірної Австралії. У фінальній частині чемпіонату зіграв у двох матчах проти СРСР та Чилі.